# William Montagu-Pollock
William Horace Montagu-Pollock KCMG (12 de julio de 1903-26 de septiembre de 1993) fue un diplomático británico. Fue embajador en Siria, Perú, Suiza y Dinamarca.

## Biografía
Nacido en 1903, fue hijo de Sir Montagu Frederick Montagu-Pollock, 3.er baronet, y Margaret Angela Bell. Realizó sus estudios en el Marlborough College y en el Trinity College, de Cambridge.
Tras ingresar al servicio diplomático británico en 1927, sirvió en Roma, Belgrado, Praga, Viena y Estocolmo. Luego, fue primer jefe del Departamento de Relaciones Culturales y jefe de la Dirección General del Foreing Office. En 1950, fue nombrado ministro en Siria, cargo del que pasó a ser embajador en 1952. Posteriormente, ocupó las embajadas de Perú (1953-1958), Suiza (1958-1960) y Dinamarca (1960-1962).
Después de retirarse en 1962, fue miembro de la junta de gobernadores de la Fundación Cultural Europea, presidente del Instituto Británico de Sonido Británico y vicepresidente de la Sociedad para la Promoción de la Nueva Música.